# Последњи Мохиканац
Последњи Мохиканац (енгл. The Last of the Mohicans) је повесни пустоловни ратни филм из 1992. године у режији Мајкл Мана, а по његовом сценарију. Главне улоге играју: Данијел Деј Луис, Колм Мини, Мадлен Стоу, Вес Студи и Џоди Меј.

## Радња
Сценарио филма, формално заснован на истоименом делу Фенимора Купера, има много суштинских разлика у односу на роман. За своју филмску верзију, редитељ Мајкл Ман је користио ревидирани сценарио за Последњи од Мохиканаца из 1936. године.
Радња филма смештена је у 1757. годину, на врхунцу француског и индијанског рата чија је круна Седмогодишњи рат за америчке колоније. Војну пратњу која је пратила кћери енглеског пуковника Мунроа (прототип је Џорџ Монро) до енглеске тврђаве Вилијам Хенри нападају Хјурони. Бели ловац Хокај (у филму његово право име је Натанијел По, Куперово име Натанијел Бампо), његов усвојитељ Чингачук из племена Мохикана и његов брат Ункас долазе у помоћ женама и мајор Данкан Хејворд, који је преживео борбу.
Стигавши на одредиште, путници откривају да је тврђава опседнута од стране Француза, али успевају да уђу унутра. Испоставило се да је поруку пуковника Мунроа у којој се тражи појачање пресрео непријатељ. Индијански ратник гонич Магуа, вођа пратње, показао се као издајник који се борио на страни Француза. Тврђава је у очајној ситуацији. Опкољени успевају да поново пошаљу гласника генералу Вебу, али он одбија појачање, предлажући да Мунро преда тврђаву француском генералу Монткалму.
Након предаје тврђаве и накнадног масакра гарнизона од стране савезника Француза племена Хјурона, протагонисти се нађу заробљени у пећини иза водопада: барут је мокар, гоничи Хјурона предвођени Магуом их много пута надмашују. Пошто нису у стању да се боре, Чингачгук и Соколово око одлучују да оставе сестре Мунро и Хејворд на милост и немилост Хјуронима, надајући се да ће заробљеници бити остављени у животу ради откупнине.
Хокај је ненаоружан у селу Хјурона у које доводе заробљенике, а преко Хејворда, који говори француски (француски је у то време користио део индијанских племена као лингва франка), тражи од старешине милост за њих, оптужујући Магуа за кршење речи: приликом предаје тврђаве француски генерал Монткалм је гарантовао за безбедност енглеског гарнизона. Старешина одлучује да пусти Хејворда, да Алису преда Магуи „да његова лоза не престане” и да жртвује Кору. Хејворд се жртвује да би спасао Кору. Он гори на ломачи, али га Натанијел упуца да Данкан не пати.
Магуа безуспешно покушава да подигне Хјуроне да се боре против Британаца, а затим, у пратњи неколико пратилаца, води Алису на север до језера Хјуронс. Прогоне их Натанијел, Чингачгук и Ункас. Ункас се бори са Магуом и бива убијен. Алис се баца са литице, бирајући смрт упркос Магуиној понуди да пође са њим. Након што Чингачгук сустигне Магуа и убије га.
Након што Хокај и Чингачгук шаљу Ункаса на његово последње путовање у ватру племена Мохикана. Чингачгук говори о нестанку свог народа и како је сада последњи од Мохиканаца.

## Улоге
| Глумац           | Улога                        |
| ---------------- | ---------------------------- |
| Данијел Деј Луис | Натанијел „Хокај” Бампо      |
| Мадлен Стоу      | Кора Манро                   |
| Расел Минс       | Чингачгук                    |
| Ерик Швејг       | Ункас                        |
| Џоди Меј         | Алис Манро                   |
| Стивен Ведингтон | мајор Данкан Хејворд         |
| Вес Студи        | Магуа                        |
| Морис Роевз      | пуковник Едмунд Манро        |
| Патрис Шеро      | генерал Луи-Жозеф де Монкалм |
| Едвард Блечфорд  | Џек Винтроп                  |
| Тери Кини        | Џон Камерон                  |
| Трејси Елис      | Александра Камерон           |
| Денис Бенкс      | Онгевасгон                   |
| Пит Послтвејт    | капетан Бимс                 |
| Колм Мини        | мајор Емброуз                |